# Albrecht Gessler

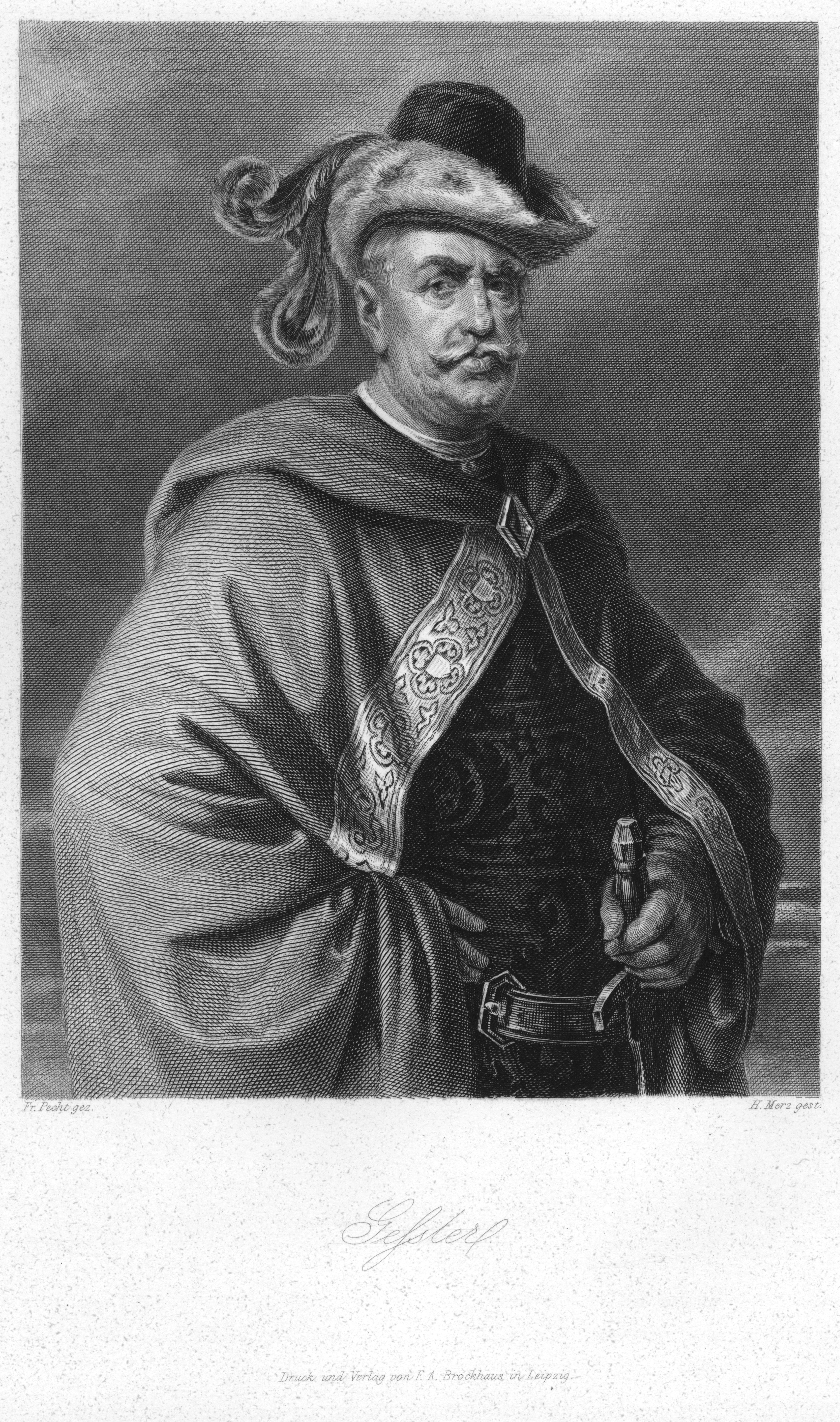
Portret van Gessler, door Friedrich Pecht

In de legende van Willem Tell was Gessler, later bedacht met de voornaam Hermann of Albrecht, de Habsburgse landvoogd van Uri en Schwyz, wiens wrede heerschappij leidde tot de opstand van Willem Tell en uiteindelijk tot de onafhankelijkheid van de Oude Zwitserse Confederatie. De figuur werd rond 1470 geïntroduceerd door het Witte Boek van Sarnen en werd verder uitgewerkt in het drama Wilhelm Tell van Friedrich Schiller uit 1804. 

## Legende

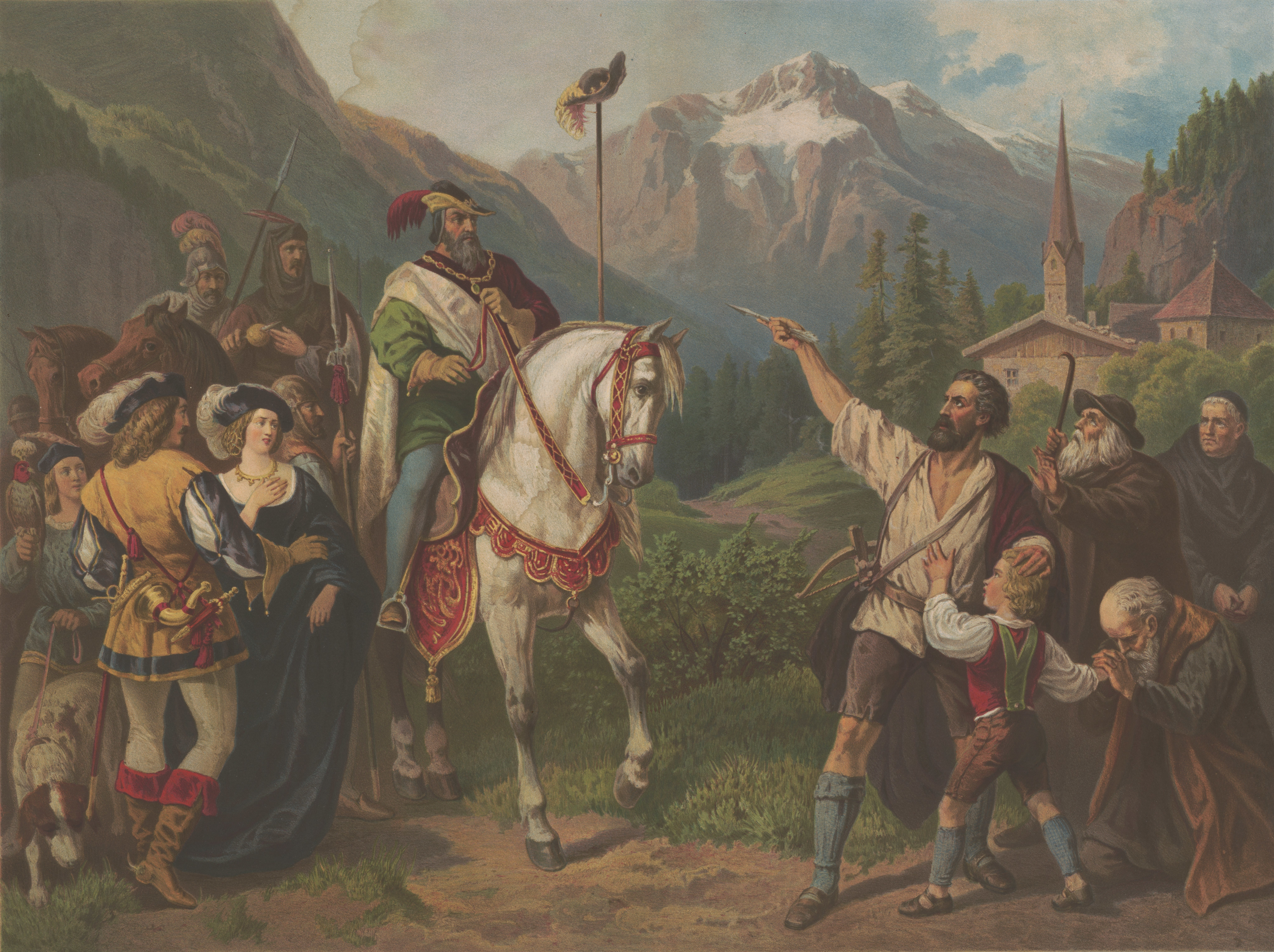
De moord op Gessler door volksheld Willem Tell

Volgens het Chronicon Helveticum van Aegidius Tschudi (1505-1572), zette Gessler in 1307 een paal op het marktplein van Altdorf neer, plaatste zijn hoed erop en beval alle stedelingen ervoor te buigen. Tell, wiens schietvaardigheid en trots legendarisch waren, weigerde  tot woede van Gessler publiekelijk. 
Gesslers wrede woede werd getemperd door zijn nieuwsgierigheid om Tells vaardigheid te testen, dus gaf hij Tell de mogelijkheid om in één keer te worden geëxecuteerd, of een appel van het hoofd van zijn zoon te schieten. Tell slaagde erin de appel met zijn pijl te splitsen en zijn eigen leven te redden. Toen Gessler vroeg waarom hij twee pijlen had klaargelegd, loog hij en antwoordde dat het uit gewoonte was. Nadat hem was verzekerd dat hij niet zou worden gedood, gaf Tell uiteindelijk toe dat de tweede bedoeld was voor de tiran als zijn zoon werd geschaad. 
Gessler had Tell daarop gearresteerd en per boot over het Vierwoudstrekenmeer naar Küssnacht gebracht om het leven dat hij had gered in een kerker door te brengen. Een plotselinge hevige storm maakte de bemanning doodsbang en aangezien Willem Tell een betere zeeman was, overhandigden ze hem het stuur, maar in plaats van naar de kerker te gaan, ontsnapte hij naar de kust. Daar lokte hij Gessler in een hinderlaag en doodde hem met een pijl, waarmee hij de opstand van de jonge Confederatie tegen de Oostenrijkse overheersing lanceerde.

## Historiciteit
Ondanks verwoed onderzoek is er nooit bewijs gevonden voor de historiciteit van Willem Tell of van Gessler. De oudste geschreven versie, het Witte Boek van Sarnen, is geschreven omstreeks 1470 en vermeldt een Gesler die landvoogd was van Uri en Schwyz na de dood van de goede koning Rudolf I in 1291. Deze persoon komt niet voor in de archivalische bronnen.
Aan het einde van de 14e eeuw heerste een Hermann Gessler over het domein van Grüningen (dat tegenwoordig tot Zürich behoort); het domein van Grüningen was door het Huis Habsburg aan de familie Gessler verpand. Zijn strenge maatregelen tegen de boerenbevolking maakten de naam Gessler tot een toonbeeld van tirannie.
Een Gessler-familie van ministeriales is gedocumenteerd vanaf de 13e eeuw, maar in Wiggwil in de regio Aargau, het oorspronkelijke thuisland van de Habsburgers en de basis voor hun opkomst na het uitsterven van het Schwäbische Huis Hohenstaufen. De Gesslers profiteerden van de verkiezing van graaf Rudolf van Habsburg tot koning van de Romeinen in 1273 en zijn verwerving van de Oostenrijkse en Stiermarkse hertogdommen na de overwinning op koning Ottokar II van Bohemen bij de Slag van 1278 op de Marchfeld. 
Vóór de eerste geschreven Tell-legende van de late 15e eeuw zijn er geen bronnen die verwijzen naar een landvoogd Gessler in centraal Zwitserland, en er wordt aangenomen dat zo iemand niet heeft bestaan.
- Gemeinsame Normdatei: 118961896
- Virtual International Authority File: 189063816